# Can Pompilio
Can Pompilio és una obra de Montornès del Vallès (Vallès Oriental) protegida com a Bé Cultural d'Interès Local.

## Descripció
Edifici entre mitgeres, de planta baixa i dos pisos, cobert a dues vessants. Presenta una distribució simètrica de les obertures, amb dos eixos verticals que abracen la primera planta i el primer pis. L'eix principal, situat a l'esquerra de la façana, és on es troba la porta principal i sobre d'ella s'hi ubica un balcó amb una barana de ferro forjat treballada amb brèndoles helicoidals. L'altre eix està format per una finestra a la planta baixa i un balcó amb un ampit de pedra treballat amb una gelosia de motius vegetals.
Les obertures de la planta baixa tenen llinda amb una sanefa uns relleus amb motius vegetals i les del primer pis un fals d'arc convex apuntat. A més, totes elles tenen un guardapols. La façana està rematada amb un coronament dividit amb tres capcers lobulats, els quals llueixen en el seu vèrtex un element floral. Coincidint amb cada capcer, hi ha una petita finestra de llinda plana, coronats per un medalló.

## Història
Aquest carrer es va obrir amb les reformes urbanístiques que es van fer a causa del creixement de la població de finals del segle xix. En la numeració antiga, havia estat el número 22. L'habitatge també era conegut com a Can Comas.